# Albert Emmanuel Theulier
Albert Emmanuel Theulier est un homme politique français né le 1er novembre 1840 à Thiviers (Dordogne) et mort le 4 septembre 1912 dans la même ville.

## Biographie
Le 1er novembre 1840 nait Pierre Albert Emmanuel Theulier à Thiviers, de Pierre Theulier et Suzanne Grellet,.
Docteur en médecine en 1869, il est sous-préfet de Ribérac en septembre 1870 et remplacé l'année suivante.
Il est maire de Thiviers de 1871 à 1874, conseiller général du canton de Thiviers de 1871 à 1901 et président du Conseil général de 1894 à 1901. Inscrit au groupe de la Gauche radicale, il est député de la Dordogne d'août 1881 à mai 1902, date à laquelle il ne se représente pas.
Il épouse Victorine Eugénie Germain à Paris 12e le 20 décembre 1902. Il meurt à Thiviers le 4 septembre 1912.

## Hommages

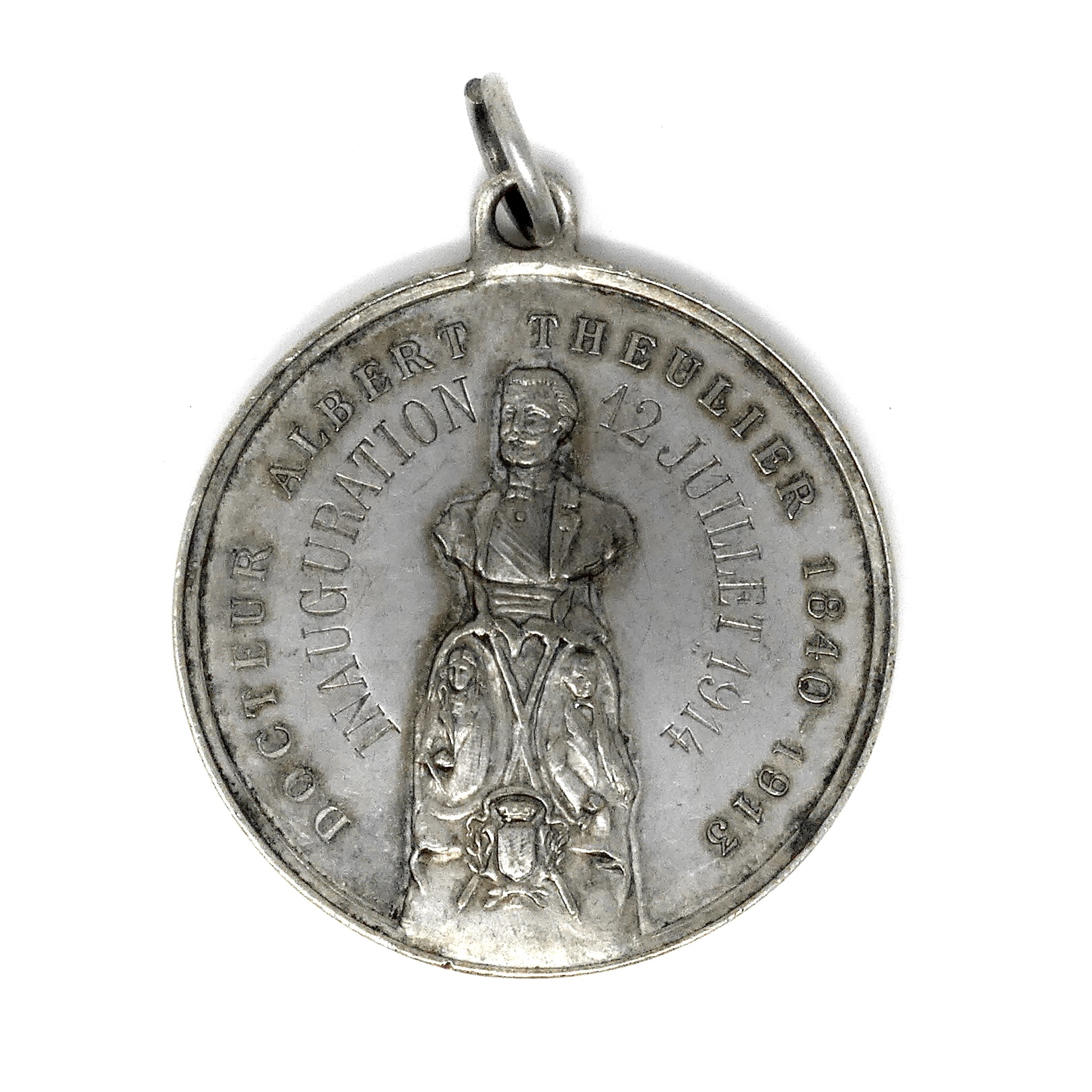

Son buste est inauguré à Thiviers, face à la mairie, le 14 juillet 1914.

## Sources
- « Albert Emmanuel Theulier », dans Adolphe Robert et Gaston Cougny, Dictionnaire des parlementaires français, Edgar Bourloton, 1889-1891 [détail de l’édition]
- « Albert Emmanuel Theulier », dans le Dictionnaire des parlementaires français (1889-1940), sous la direction de Jean Jolly, PUF, 1960 [détail de l’édition]